# Tessa Afshar
Tessa Afshar se je rodila v Iranu in tam živela 14 let. Po ločitvi njenih staršev se je preselila v Anglijo. Študij je nadaljevala v Ameriki, ki je kasneje postala tudi njej dom. Pri dvajsetih letih se je spreobrnila v krščanstvo in popolnoma spremenila način svojega življenja. Študirala je teologijo. Svoje znanje uporablja kot voditeljica bibličnih skupin za ženske v svoji skupnosti. Napisala je knjige: Dragulji v pesku, Na polju milosti, Pravi zaklad, Zaklad rubinov, Kruh močnih, Kraj tišine ter druge ki še niso prevedene v Slovenščino.